# Parque Nacional Etosha
O Parque Nacional Etosha é um parque nacional no noroeste da Namíbia, cobrindo a parte sul da bacia do Cuvelai-Etosha. O parque foi proclamado uma reserva de caça em 22 de março de 1907, pela Portaria 88 pelo governador alemão do Sudoeste Africano, Dr. Friedrich von Lindequist. Foi designado como Wildschutzgebiet Nr. 2 que significa Reserva de Caça n.º 2, em ordem numérica contando para oeste da Faixa de Caprivi (Reserva de Caça Nº 1) e a anterior Namib (Reserva de Caça n.º 3). Em 1958, a Reserva de Caça n.º 2 tornou-se Parque de Caça de Etosha e foi elevado ao status de Parque Nacional em 1967 por um ato do Parlamento da República da África do Sul, que administrava o Sudoeste Africano durante esse período.
O Parque Nacional Etosha ocupa uma área de 22 270 km2 e recebe o nome do grande salar de Etosha que está quase totalmente dentro do parque. O salar de Etosha, de 4 760 km2, ocupa 23% da área total do Parque Nacional Etosha. O parque é o lar de centenas de espécies de mamíferos, aves e répteis, incluindo várias espécies ameaçadas de extinção como o rinoceronte-negro.
O parque está localizado na região de Kunene e nos limites dos partes com as regiões de Oshana, Oshikoto e Otjozondjupa.